# مارغوت بلانش
مارغوت بلانش (بالفرنسية: Margot Blanche)‏ هي مغنية مؤلفة فرنسية، ولدت في 29 أغسطس 1983 في هونغ كونغ في الصين.

## وصلات خارجية
- الموقع الرسمي